# Paolo Deganello
Paolo Deganello (* 9. September 1940 in Este Provinz Padua) ist ein italienischer Architekt und Designer.

## Leben und Werk
Paolo Deganello arbeitete von 1963 bis 1972 als Städteplaner für die Stadt Calenzano bei Florenz und machte 1966 das Examen an der Fakultät für Architektur an der Universität Florenz. Von 1966 bis 1973 war Deganello Mitglied der florentiner Designergruppe Archizoom. Diese Gruppe gilt als Begründer des Anti-Designs der 1980er Jahre. Weitere Mitglieder waren Andrea Branzi, Gilberto Corretti und Massimo Morozzi.
Paolo Deganello hatte Lehraufträge für Design an der Universität Florenz, der Architectural Association School of Architecture in London und der Hochschule der Bildenden Künste Saar in Saarbrücken.
Besonders bekannt ist Deganello für Entwürfe von Stühlen, wie der Bürostuhl-Serie Archizoom und dem Sitzmöbel AEO.

## Ausstellungen (Auswahl)
- 1972 Italy: The New Domestic Landscape, Museum of Modern Art, New York
- 1985 The European Iceberg-Creativity in Germany and Italy Today, Kurator: Germano Celant, Art Gallery of Ontario
- 1987 documenta 8, Kassel